# Reiner Hollmann
Pour les articles homonymes, voir Hollmann.
Reiner Hollmann, né le 30 septembre 1949 à Walsum en République fédérale d'Allemagne, est un joueur et entraîneur de football allemand.

## Biographie

### Joueur
Après d'arriver à Duisbourg, Hollmann joue dans l'équipe junior de l'Eintracht Duisbourg. Il joue ensuite de 1970 à 1984 à Rot-Weiss Oberhausen et à l'Eintracht Braunschweig et marque 33 buts en 350 matchs de Bundesliga.
Il participe avec l'équipe de RFA aux Jeux olympiques 1972 à Munich,.

### Entraîneur
Après sa carrière de joueur, Hollmann devient entraîneur, mais est avant l'assistant pendant quelques années de Karl-Heinz Feldkamp (en).
Il entraîne en Turquie le Galatasaray avec qui il gagne la coupe turque en 1994. Puis il entraîne en Allemagne le Carl Zeiss Jena et le 1. FC Sarrebruck, ainsi qu'Al Ahly SC en Égypte.
Depuis quelques années, il entraîne des équipes des pays du Golfe, surtout des Émirats, comme Al Nasr Dubaï, Al Shabab Dubaï, Al Wahda et Al Ahli Doha au Qatar.